# Micrografia (trattato)
Micrografia (in inglese Micrographia) è un trattato storicamente significativo di Robert Hooke sulle sue osservazioni realizzate tramite il microscopio. È particolarmente importante per essere il primo libro illustrante insetti, piante ed altri oggetti e sostanze così come venivano visualizzati dai diversi obiettivi. Pubblicato nel gennaio 1665, fu la prima importante pubblicazione della Royal Society e divenne il primo best seller scientifico, suscitando un ampio interesse pubblico sulla nuova scienza della microscopia. È anche notevole per aver coniato il termine biologico cellula.

## Osservazioni
Le osservazioni più famose presenti in Micrografia sono l'occhio di mosca e la cellula vegetale (coniando il termine di quest'ultima a causa delle pareti che gli ricordavano le celle di un nido d'ape). Micrografia rafforza l'enorme potenza del nuovo microscopio, attraverso spettacolari incisioni su rame del mondo in miniatura. Sebbene il libro sia noto soprattutto come dimostrazione del potere del microscopio, Micrografia prende in considerazione anche corpi planetari distanti, la teoria ondulatoria della luce, l'origine organica dei fossili ed altri interessi filosofici e scientifici del suo autore.
Hooke, inoltre, selezionò per l'osservazione diversi oggetti di origine umana; tra questi c'erano il bordo di un rasoio e la punta di un ago, che sembrava spuntato al microscopio. Il suo obiettivo potrebbe essere stato quello di mettere a confronto i prodotti imperfetti dell'umanità con la perfezione della natura (e quindi, nello spirito dei tempi, della creazione biblica).

## Galleria d'immagini

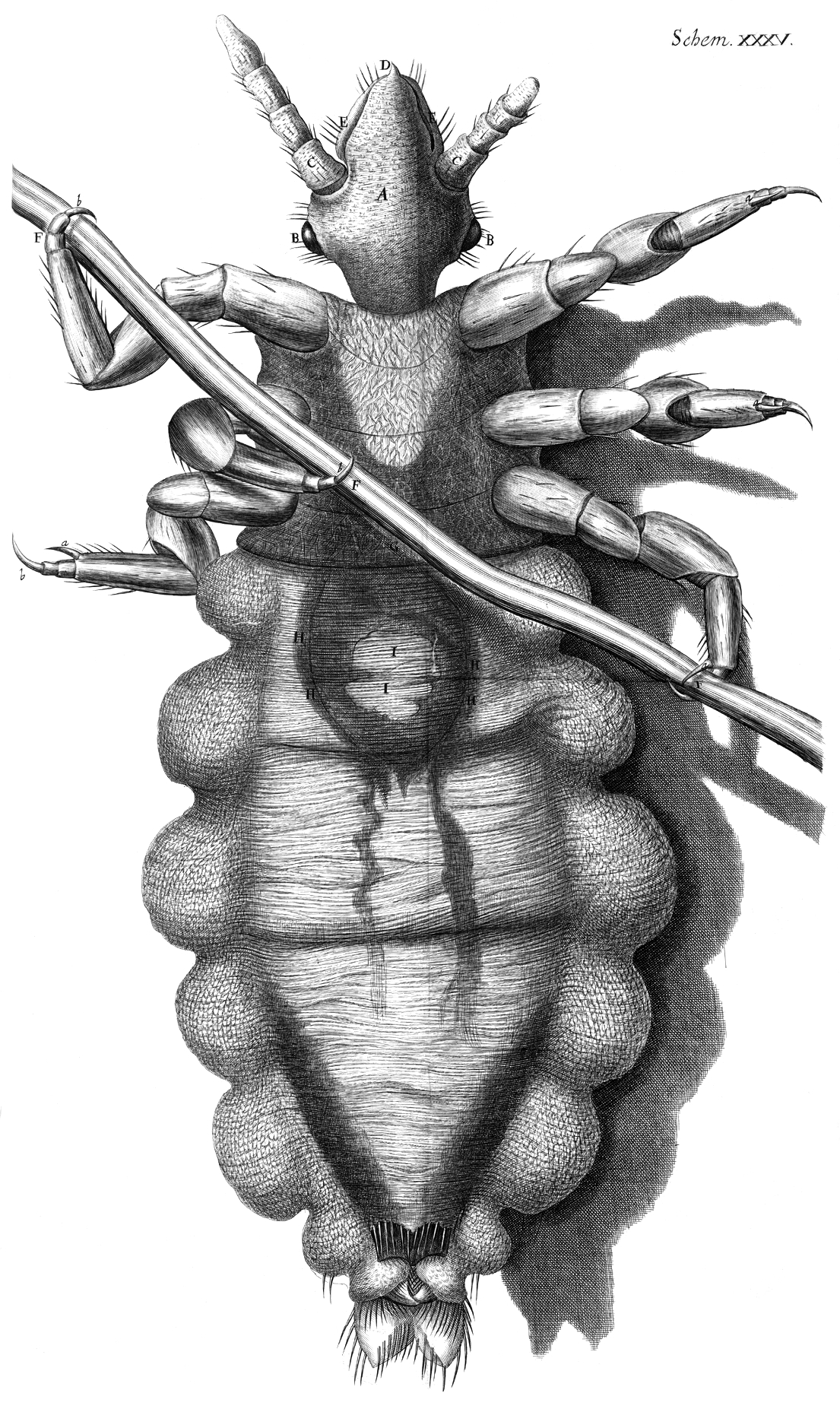
Illustrazione di pidocchio
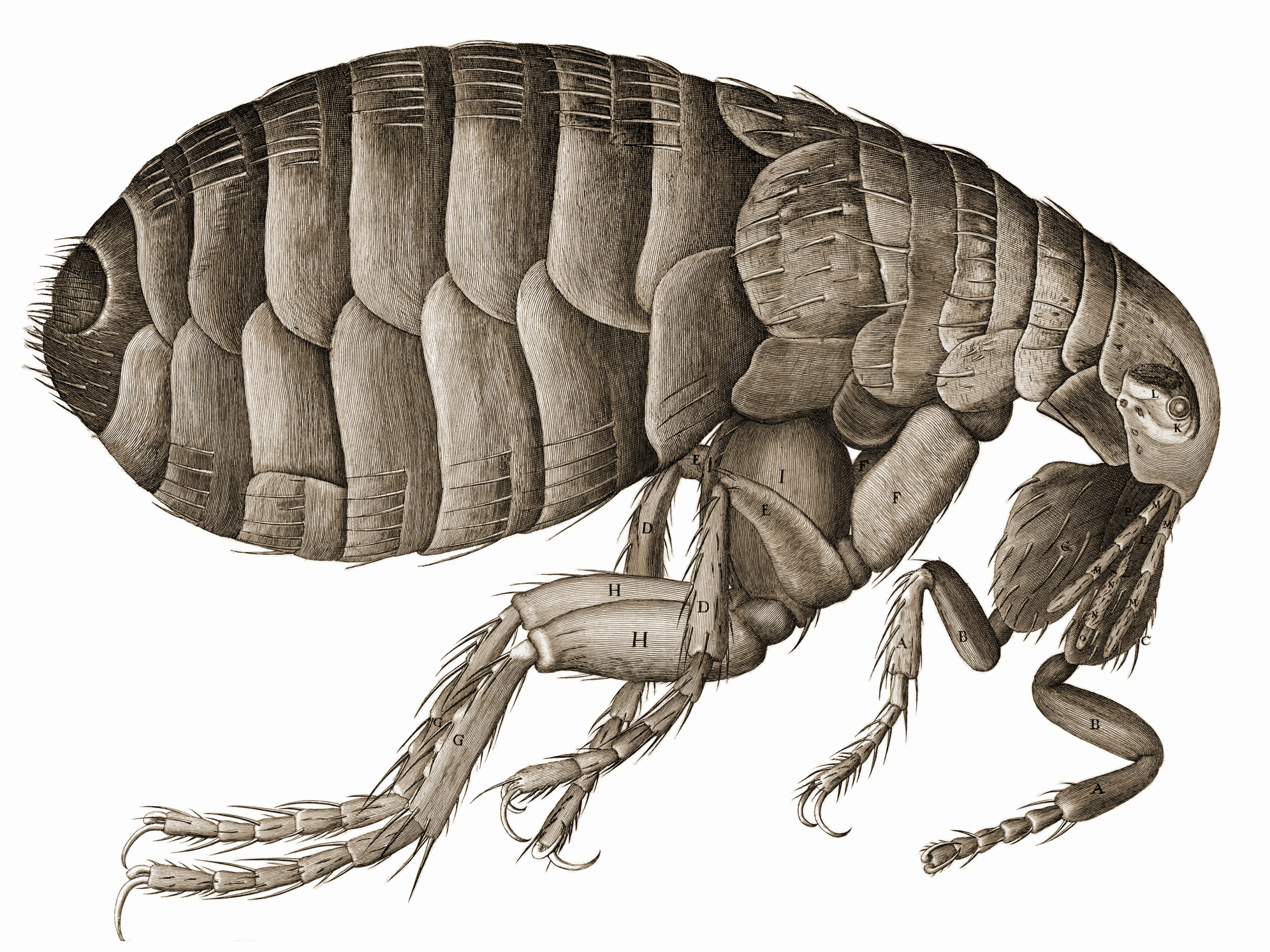
Illustrazione di pulce
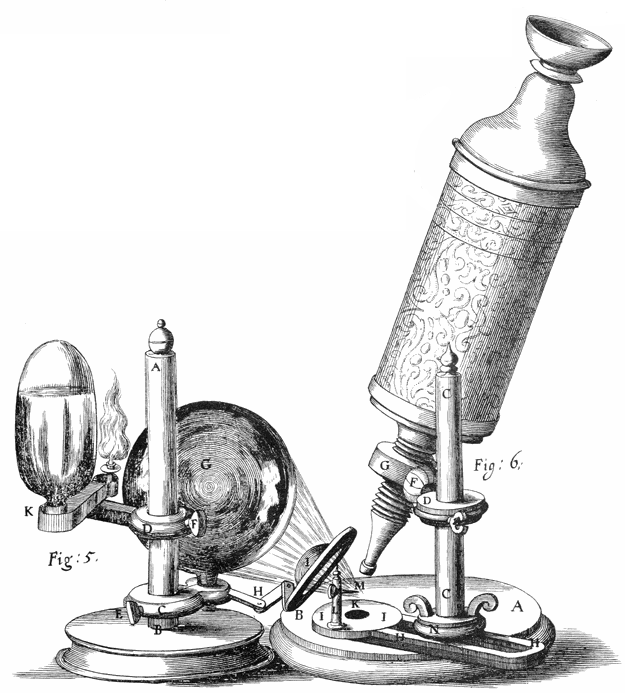
Il microscopio di Robert Hooke
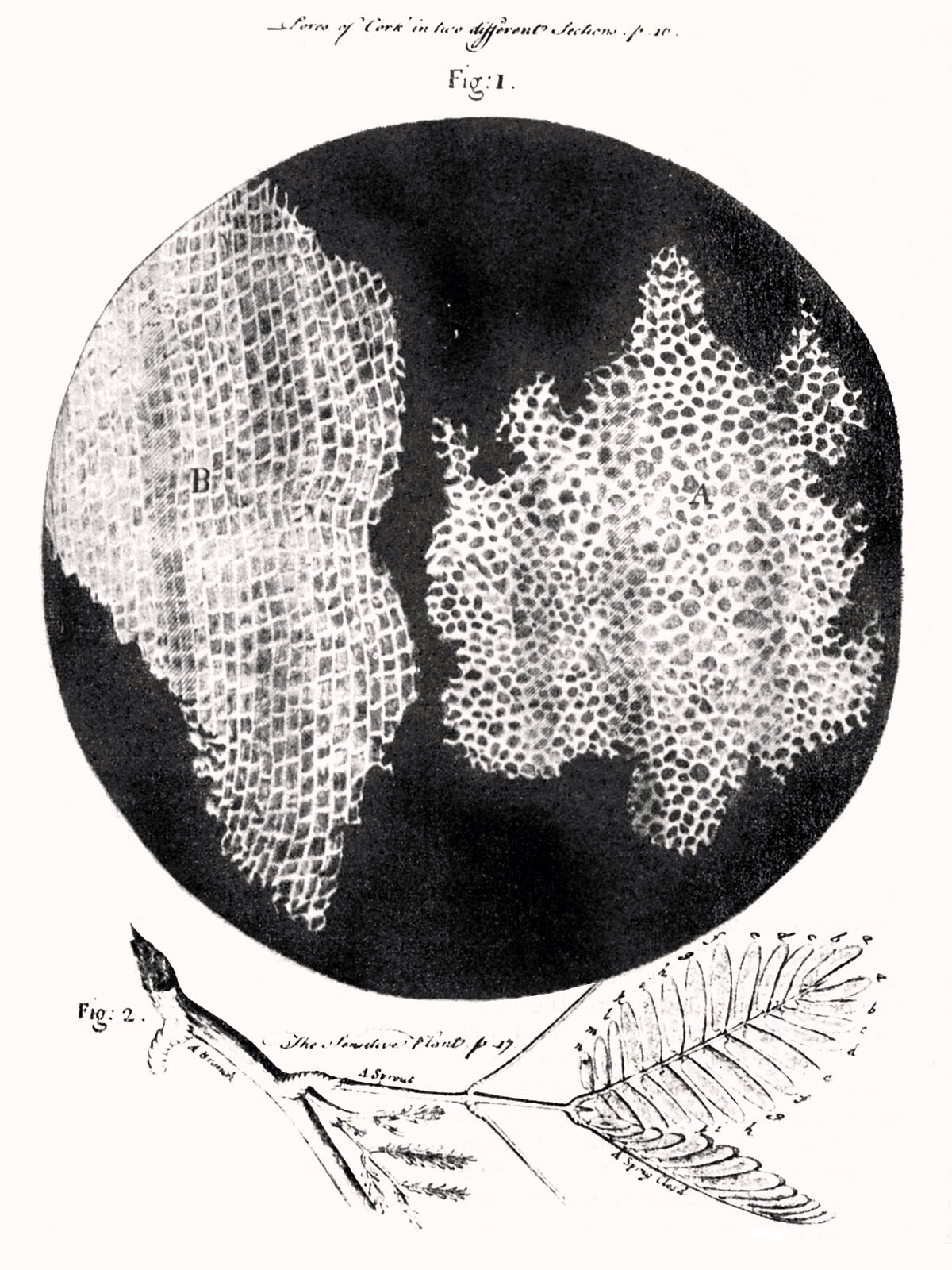
Hooke fu il primo ad applicare il termine "Cellula" ad oggetti biologici: sughero
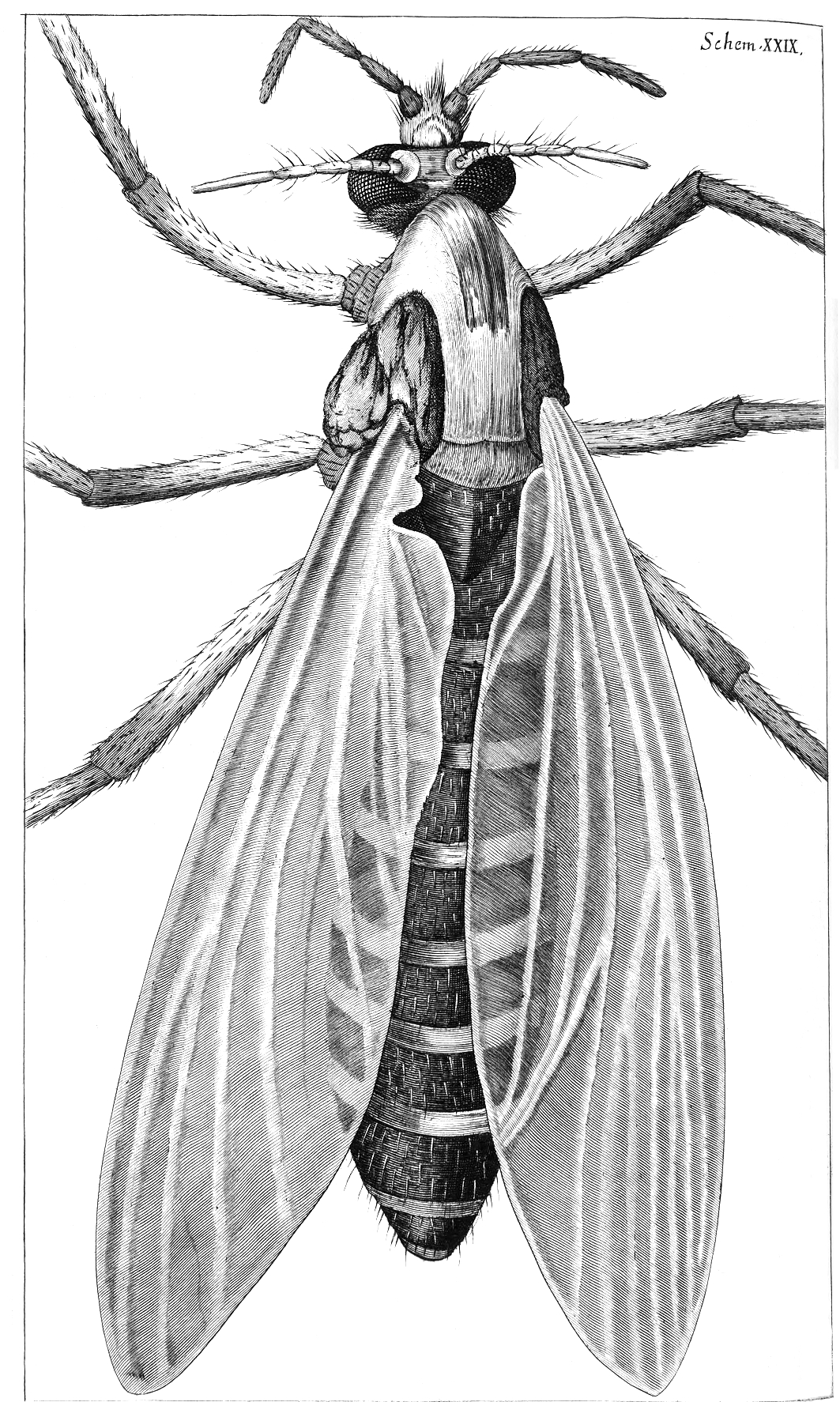
Illustrazione di moscerino

## Accoglienza
Pubblicato sotto l'egida della Royal Society, la popolarità del libro contribuì a promuovere l'immagine della società e la missione di essere la principale organizzazione scientifica dell'Inghilterra. Le illustrazioni di Micrografia catturarono l'immaginazione del pubblico in un modo radicalmente nuovo; Samuel Pepys lo definì "il libro più ingegnoso che abbia mai letto in vita mia".

## Metodi
Nel 2007, Janice Neri, professoressa di storia dell'arte e cultura visiva, ha studiato le influenze e i processi artistici di Hooke con l'aiuto di alcune note e disegni recentemente riscoperti che sembrano mostrare alcuni lavori che portarono a Micrografia. Janice Neri osserva:
L'uso di Hooke del termine "schema" per identificare le sue lastre indica un avvicinamento alle immagini in modo diagrammatico ed implica lo studio o la dissezione visiva degli oggetti rappresentati.
Identificando gli schemi di Hooke come "strumenti organizzativi", sottolinea:
Hooke costruì le sue immagini da numerose osservazioni realizzate da diversi punti di vista, con varie condizioni luminose e con diverse tipologie di lenti. Allo stesso modo i suoi campioni richiesero un grande lavoro di preparazione per renderli visibili attraverso il microscopio.
Inoltre:
Hooke racchiuse gli oggetti che rappresentava all'interno di una cornice circolare, offrendo in questo modo agli osservatori un'evocazione dell'esperienza della visione attraverso l'obiettivo di un microscopio.